# Yargelis Savigneová
Yargelis Savigne Herrera (* 13. listopadu 1984, Guantánamo) je bývalá kubánská atletka, dvojnásobná mistryně světa a halová mistryně světa v trojskoku.
Věnuje se také skoku do dálky. Na světovém šampionátu v Helsinkách 2005 skončila čtvrtá (669 cm), po diskvalifikaci Rusky Kotovové pro doping v roce 2013 jí byla přiznána bronzová medaile. V roce 2006 se umístila na halovém mistrovství světa v Moskvě na šestém místě. Sportovní kariéru ukončila v roce 2013.

## Osobní rekordy
Její osobní rekordy ji řadí na přední místa v historických tabulkách. Její výkon v hale je pátým nejlepším v celé historii. Dál skočily jen Slovinka Marija Šestaková (15,08 m), Olga Rypakovová (15,14 m) z Kazachstánu, Britka Ashia Hansenová (15,16 m) a světová rekordmanka Ruska Taťána Lebeděvová (15,36 m). Pod otevřeným nebem je v tabulce šestá.
- trojskok (hala) – (15,05 m – 8. březen 2008, Valencie)
- trojskok (venku) – (15,28 m – 31. srpen 2007, Ósaka)